# Martín López-Zubero Purcell
Martín López-Zubero Purcell (Jacksonville, Estats Units, 23 d'abril de 1969) és un nedador hispano-estatunidenc especialitzat en esquena, ja retirat. Va ser campió olímpic, mundial i europeu, a banda de plusmarquista mundial, fets que el converteixen en el nedador espanyol més importants de tots els temps.

## Biografia
Va néixer el 23 d'abril de 1969 a la ciutat de Jacksonville, població situada a l'estat de Florida, fill de l'oftalmòleg saragossà José Luis i de mare nord-americana. És germà del també nedadors olímpics David i Julia.

### Carrera esportiva
Va començar a nedar a The Bolles School, sent posteriorment membre de la Universitat de Florida, on va començar a entrenar-lo el seu germà David. Especialista en la modalitat d'esquena, a nivell internacional sempre competí per Espanya.
Va participar, als 19 anys, en els Jocs Olímpics d'Estiu de 1988 celebrats a Seül (Corea del Sud), on finalitzà onzè en els 200 metres esquena, dotzè en els relleus 4x100 metres estils, vint-i-tresè en els 100 metres esquena, vint-i-setè en els 400 metres estils i trenta-unè en els 200 metres estils. El seu primer èxit va ser l'any següent, amb el triomf en els 100 m esquena als Europeus de Bonn.
1991 va ser l'any de la seva eclosió en esdevindre campió europeu i mundial dels 100 m esquena i europeu del 200. El seu primer èxit va ser als Mundials de Perth de l'any següent. Va arribar als Jocs de Barcelona com una de les opcions més segures de medalla per al combinat local. Malgrat que tan sols va poder ser quart en els 100 metres, aconseguí el seu èxit més important en guanyar la medalla d'or en la prova dels 200 metres esquena. Completà la seva actuació amb un setè lloc en els 100 metres papallona (rebent a banda de la medalla dos diplomes olímpics), així com novè en els 200 metres estils i desè en els relleus 4x100 metres estils.
En els Jocs Olímpics d'Estiu de 1996 realitzats a Atlanta (Estats Units) realitzà una bona competició, si bé no obtingué medalla finalitzà quart en els 100 metres esquena i sisè en els 200 m. esquena. L'any següent es va retirar després de proclamar-se campió d'Europa dels 100 esquena a Sevilla per quarta vegada. El seu palmarès total va ser de quatre medalles en el Campionat del Món de natació (dues d'elles d'or) i set medalles en el Campionat d'Europa de natació (cinc d'or). Va ser campió d'Espanya en trenta ocasions, dinou en piscina llarga i onze en curta.

### Vida després de l'esport
En 1998 va graduar-se en la Universidad de Florida. Posteriorment va començar una reeixida carrera com a entrenador a la The Bolles School, on treballa juntament amb el seu germà i Sergi López. Martín va ser nomenant Entrenador de l'Any de Florida per a les categories inferiors els anys 1998, 1999 i 2002. També ha treballat com a professor de biologia.